# Langenselbold
Langenselbold è una città tedesca situata nel land dell'Assia.